# Demasiado bonitas para ser honestas
Demasiado bonitas para ser honestas (Trop jolies pour être honnêtes) o Quatre souris pour un hold-up es una película francesa de 1972, dirigida por Richard Balducci.
Cuatro compañeras de cuarto en la Costa Azul, Bernadette (Bernadette Lafont), Christine (Jane Birkin), Frédérique (Elisabeth Wiener), y Martine (Emma Cohen), descubren que un grupo de ladrones que mantienen los productos robados en un edificio cercano a las mujeres. Ellas deciden robar a los ladrones.

## Personas
- Director - Richard Balducci
- Guion - Catherine Carone y Guy Grosso
- Música - Serge Gainsbourg
- Cinematografía - Tadasu Suzuki
- Editor - Michel Lewis

Actores:
- Jane Birkin
- Emma Cohen
- Serge Gainsbourg
- Carlo Guiffre
- Bernadette Lafont
- Elisabeth Wiener